# Pitcairnia sylvestris
Pitcairnia sylvestris är en gräsväxtart som beskrevs av Lyman Bradford Smith. Pitcairnia sylvestris ingår i släktet Pitcairnia och familjen Bromeliaceae. Inga underarter finns listade i Catalogue of Life.